# Simulium zinaidae
Simulium zinaidae är en tvåvingeart som beskrevs av Crosskey 1997. Simulium zinaidae ingår i släktet Simulium och familjen knott. Inga underarter finns listade i Catalogue of Life.